# Axel Johan Strenow
Axel Johan Strenow, född 12 november 1776 i Grebo socken, död 16 augusti 1851 i Västra Stenby socken, han var en svensk kyrkoherde i Västra Stenby församling och Lönneberga församling.

## Biografi
Axel Johan Strenow föddes 12 november 1776 på Torpa i Grebo socken. Han var son till inspektorn Jonas Flink och Christina Wiman på Dala. Strenow studerade i Linköping och blev höstterminen 1799 student vid Uppsala universitet, Uppsala. Han prästvigdes 2 december 1801 och blev 23 maj 1812 komminister i Skänninge församling, Skänninge pastorat, tillträde direkt. Strenow tog 30 oktober 1821 pastoralexamen och blev 10 januari 1823 kyrkoherde i Lönneberga församling, Lönneberga pastorat., tillträde 1824. Han blev 20 juni 1829 kyrkoherde i Västra Stenby församling, Västra Stenby pastorat och tillträde 1831. Strenow avled 16 augusti 1851 i Västra Stenby socken och begravdes 26 augusti samma år av kyrkoherde Carl Johan Tolff.

### Familj
Strenow gifte sig 8 oktober 1813 i Skänninge med Helena Catharina Berger (1791–1853). Hon var dotter till lantmätaren Bengt Johan Berger och Catharina Älf. De fick tillsammans dottern Christina Charlotta (född 1814) som gifte sig med handlande och lantbrukaren Carl Petter Kindvall.